# Národní park Vánočního ostrova
Národní park Vánočního ostrova (anglicky Christmas Island National Park) je národní park na Vánočním ostrově v Indickém oceánu, který patří pod svrchovanost Austrálie. Vánoční ostrov se nachází asi 350 km jižně od Jávy a 2 600 km severozápadně od Perthu. Rozlohou přibližně 8500 hektarů zabírá značnou část rozlohy ostrova celkové ploše přibližně 13 500 hektarů, a národní park byl vyhlášen v roce 1980.

## Všeobecné
Národní park má velký význam životní jako prostor pro mořské ptáky, je známý též díky migraci červených krabů na Vánočním ostrově, kteří na něj přichází ve stejný čas do lesů ostrova z moře, aby se zde pářili a kladli vejce.

## Příroda
Národní parkem chráněná příroda má mnoho velmi odlišných ekosystémů: od vod oceánů s písečným pobřežím a korálovými útesy a mangrovovými lesy. Na pobřeží jsou deštné pralesy, vápencové skály a krasové jeskyně, a nakonec rekultivované plochy, kde se těžil fosfát.

## Flóra
Na ostrově bylo nalezeno 411 druhů rostlin, z nichž osmnáct je na ostrově endemických. Dalších 230 druhů rostlin bylo na ostrov zavlečeno člověkem v průběhu 20. století. Přibližně 80 druhů rostlin je klasifikováno jako škodlivé či původní přírodu ohrožující druhy.

## Fauna
Vánoční ostrov je má velmi izolovanou polohu a nikdy se nenacházel v blízkosti velké pevniny. Ostrov má velký význam pro zde vyskytující se živočišné druhy.
Z dvaceti tří druhů ptáku hnízdí na Vánočním ostrově například, z nichž endemické jsou sovka vánoční a kruhoočko vánoční, či poddruh jestřába australského žijícího na ostrově, dále holub zelenokřídlý, stejně jako terej žlutonohý (Sula leucogaster plotus).
Na ostrově žilo před příchodem Evropanů pouze pět druhů savců, z nichž dva byly v krátké době po osídlení Evropany vyhubeny. Kriticky ohrožená je bělozubka Crocidura trichura . Na Vánočním ostrově se též vyskytují kaloni, a netopýru se zde vyskytuje kriticky ohrožený druh Pipistrellus murrayi.
Na ostrově se vyskytuje dvacet jedna druhů sladkovodních krabů, z nichž je nejvýznamnější červený krab Vánočního ostrova (Gecarcoidea natalis) s populací asi 50 milionů exemplářů, z dalších druhů krabů je významný Cardisoma guanhumi.